# Наука в Беларуси
Наука в Белоруссии развивалась в общеевропейском контексте.
Развитие наук, идей и сообществ в Белоруссии в XVI в. связано с научно-просветительской деятельностью Ф.Скорины, М.Литвина, С.Будного, В.Тяпинского, М.Стрыйковского.
В 1579 году основана Виленская академия, которая стала научным центром Белоруссии и Литвы.
В XVII—XVIII в. вели научные исследования и распространяли знания в области астрономии, химии, географии, биологии, истории, этнографии и других наук А. Скорульский, С. Шадурский, Б. Дабшевич, К. Нарбут, И. Хрептович, И. Крачковский, М. Почобут-Одляницкий, С. Канарский и др. Значительную роль в расширении научных знаний в Белоруссии сыграла Гродненская медицинская школа, основанная А. Тизенгаузом (в 1775-81 гг. академию возглавлял Ж. Э. Жилибер).
В 1-й половине XIX в. как часть славистики зародилось научное белорусоведение (работы П. Шафарика, В. М. Бодянского, З. Я. Доленги-Ходаковского). Основные организаторы этих исследований — Виленский университет, виленская археологическая и археографическая комиссии. Значительный вклад в развитие белорусоведения сделали уроженцы Белоруссии: историки И. И. Григорович, Т. Нарбут, М. О. Без-Корнилович, лингвисты И. И. Носович и С. П. Микуцкий, этнограф П. М. Шпилевский, археологи и краеведы Я. П. Тышкевич и К. П. Тышкевич, публицист Р. А. Подбереский. В 1860-90-е гг. белорусский этнос исследовали Носович, Н. А. Дмитриев, Ю. Ф. Крачковский, А. М. Сементовский, М. Я. Никифоровский, Я. Ф. Карский, М. В. Довнар-Запольский, Н. А. Янчук и другие. Для развития отечественной сельскохозяйственной науки и подготовки специалистов в области сельского хозяйства много сделал созданный в 1848 году Горыгорецкий земледельческий институт. В начале XX в. в Белоруссии существовали 3 научно-исследовательские учреждения: Беняконская сельскохозяйственная опытная станция, станция лекарственных растений под Могилевом (обе с 1910) и Минская опытная болотная станция (с 1911). Определенная научная работа велась в Витебском (с 1910), Могилевском (с 1913) и Минском (с 1914) учительских институтах, в Витебском отделении Московского археологического института (с 1911).
Более широкие масштабы приобрело развитие науки и научных учреждений в Белоруссии после образования БССР. В 1919 году восстановлен земледельческий институт в Горках (с 1925 года Белорусская сельскохозяйственная академия), создан Витебский ботанический сад. В 1921 году открыт Белорусский государственный университет, который стал центром подготовки национальных кадров, научных исследований в области биологии, химии, физико-математических и общественных наук. На базе Научно-терминологической комиссии Наркомпроса БССР в 1922 году создан Институт белорусской культуры (Инбелкульт). В 1923 году в Минске создана Белорусская опытная станция по охране сельскохозяйственных культур, в 1924 году — Минская лесная опытная станция, в Лошице — фруктово-овощная опытная станция. Научную работу проводили и преподаватели Белорусского института сельского и лесного хозяйства (с 1922; за 2 года институт издал 9 томов «ученых записок»), Витебского ветеринарного института (с 1924).
Исходя из потребностей развития народного хозяйства и культуры, правительство БССР преобразовало Инбелкульт в Академию наук Белоруссии, которая была торжественно открыта 1 января 1929 года. Функции Академии наук были расширены, на нее возлагалось планирование работы всех научно-исследовательских учреждений Белоруссии, контроль за выполнением планов, внедрение результатов исследований в производство. Первым президентом академии выбран В. М. Игнатовский, вице-президентами — Н. И. Белуга, С. М. Некрашевич, бессменным секретарем — В. У. Ластовский; в числе академиков-основателей — Н. Ф. Блиодухо, С. Я. Вольфсон, С. Н. Вышелесский, Д. Жилунович (Тишка Гартный), И. И. Замотин, В. М. Игнатовский, И. Д. Луцевич (Янка Купала), С. Ю. Матулайтис, К. М. Мицкевич (Якуб Колас), В. И. Пичета, И. А. Петрович (Я. Неманский) и др.
В 1931 году в структуре Академии наук созданы институты: физико-технический, агрономический, биологический, экономики, философии, советского строительства и права, литературы и искусства; в 1932 году работали 14 НИИ (22 действительных члена АН, 150 научных работников).
Всего в БССР в это время действовало 40 научно-исследовательских учреждений, в которых работало около 1500 научных сотрудников. Для подготовки научных кадров в 1931 году создана аспирантура. В довоенное время научно-исследовательские учреждения провели большую работу в области геологии, ботаники, зоологии, физиологии, биохимии, медицины, физико-математических, философских, правоведческих, экономических, искусствоведческих и других наук.
В развитии науки в БССР в конце 1920—1930-х гг. было много трудностей, обусловленных нехваткой высококвалифицированных научных кадров, а также беспочвенными обвинениями и репрессиями (репрессировано более 140 сотрудников АН). Это отрицательно сказалось на развитии всех научных направлений, была свернута подготовка кадров (если в 1934 году в академии обучалось 139 аспирантов, то в 1938 г. — только 6). В 1938 году путем реорганизации или слияния с другими учреждениями ликвидированы институты физико-технический, философии и экономики. В результате фактически были закрыты целые научные направления, что нанесло большой вред развитию науки.
В Западной Белоруссии, которая в 1921—1939 гг. входила в состав Польши, научные исследования концентрировались в Виленском университете и Белорусском научном обществе. В годы Великой Отечественной войны все НИИ и ВУЗы были или уничтожены, или эвакуированы. Но уже в начале 1950-х гг. научный потенциал Белоруссии был восстановлен. Работали все институты, которые существовали в АН до войны, возникли и новые (механизации и электрификации сельского хозяйства, мелиорации, водного и болотного хозяйства, леса, животноводства). В 1950—1960-е гг. наиболее быстро развивались физико-математическая и физико-технические науки; в АН созданы институты: физики, математики, физики твердого тела и полупроводников, машиноведения и автоматизации, технической кибернетики, ядерной энергетики и др.
В 1940—1960-е гг. научную и научно-организационную работу вели президенты АН Белоруссии К. В. Горов, А. Р. Жебрак, М. И. Грощанков, В. Ф. Купревич; академики К. М. Мицкевич (Я.Колас), И. С. Лупинович, К. К. Атрахович (К. Крапива), Ц. М. Годнев, Н. А. Дорожкин, Н. Ф. Ермоленко, Н. М. Никольский, А. Н. Севченко, Б. И. Степанов, Н. В. Турбин, Н. П. Яругин, А. В. Лыков, В. П. Северденко, И. А. Булыгин, А. К. Красин и др. В 1969 году президентом АН Белоруссии выбран М. А. Борисевич. В 1970-е гг. в структуре АН создано 5 новых институтов: геохимии и геофизики, электроники, фотобиологии, биоорганической химии, микробиологии. Организованы академические научные центры в областных городах: в Гомеле — Институт металлополимерных систем и отделение Института математики, в Могилеве — отделения Институтов физики и физико-технического института, в Гродно — отдел регуляции обмена веществ, в Витебске — отделения Института физики твердого тела и полупроводников. Позже эти структурные формирования выросли в самостоятельные институты: прикладной оптики и технологии металлов в Могилеве, технической акустики в Витебске, биохимии в Гродно. В конце 1970-х гг. в АН функционировало 5 отделений (общественных, физико-математических, физико-технических, биологических, химических, геологических наук), в которых были объединены 32 научно-исследовательские учреждения, работало более 15,5 тысяч человек, в том числе 204 врача, более 1500 кандидатов наук, 54 академика; 70 членов-корреспондентов. С 1987 года президент АН Белоруссии — П. Платонов, с 1992 — Л. М. Сущеня. Большие успехи были достигнуты в развитии оптики, квантовой электроники и спектроскопии (М. А. Борисевич, Степанов, В. А. Пилипович, В. С. Бураков), математики (Платонов, Яругин), теплофизики и энергетики (Лыков, Красин, А. Мартыненко), генетики и цитологии (Л. В. Хотылева), геологии (А. С. Махнач, Р. Г. Горецкий), лингвистики (Н. В. Бирыла), биоорганической химии (А. А. Ахрем), общественных наук (Бирыла, В. К. Бондарчик, К. П. Буслов, М. И. Ведута, И. Я. Марченко, Р. М. Судник).
Темпы развития научного потенциала Белоруссии, эффективность его деятельности резко снизились в 1990-е гг., когда все сферы общественной жизни, в том числе и науку, охватил глубокий кризис. Начался отток ее наиболее квалифицированных и активных специалистов. Однако и в этих условиях развитие научных исследований не останавливается. В конце 1980 — начале 1990-х гг. появились новые научные учреждения в структуре АН Белоруссии: институты проблем использования природных ресурсов и экологии, радиобиологии; социологии; химико-технологический центр; инженерный центр физики и технологии тонких пленок и покрытий «Плазматег»; научный центр проблем механики машин; отдел проблем ресурсообеспечения в Гродно. Создан Республиканский институт высшего и гуманитарного образования. Появились негосударственные ВУЗы: Белорусский коммерческий университет управления, Институт современных знаний, коммерческий институт предпринимательской деятельности, академии парламентаризма и предпринимательства и др. (всего в 1996 — 24). С 1991 года в Белоруссии действует фонд фундаментальных исследований, который оказывает финансовую поддержку творческим научным коллективам и отдельным ученым, которые одержали победу в конкурсном соревновании. Белорусской фундаментальной науке в рамках Международного научного фонда оказывает поддержку Белорусский фонд Сороса. Кроме фундаментальных исследований, которые осуществляются НИИ АН Белоруссии, научные исследования и разработки в различных областях науки, техники, промышленности и сельского хозяйства проводятся в НИИ соответствующих министерств и ведомств, на кафедрах ВУЗов, в научно-исследовательских центрах, учреждениях, научно-производственных объединениях.
В 1924 году созданы научно-исследовательские институты: эпидемиологии и микробиологии; неврологии, нейрохирургии и физиотерапии; в 1927 году — санитарно-гигиенический; земледелия и кормов; геологоразведочный; в 1930 — травматологии и ортопедии; мелиорации и луговодства; в 1931 — охраны материнства и детства; почвоведения и агрохимии; в 1949 — экспериментальной ветеринарии имени С. М. Вышелесского; в 1960 — Онкологии и медицинской радиологии, в 1961 — Центральный НИИ комплексного использования водных ресурсов; в 1971 — охраны растений; рыбного хозяйства; в 1990 — овощеводства; картофелеводства; в 1991 — работы; Белорусский научно-исследовательский центр «Экология»; Национальный научно-образовательный центр имени Ф. Скорины и др. Всего в 1995 году в Белоруссии 287 научных учреждений и организаций, в том числе 133 НИИ.